# Louise Théo
Louise Théo est une  artiste lyrique française née le 20 avril 1850 à Paris et morte le 18 janvier 1922 à Paris 8e.

## Biographie
De son vrai nom Anne-Louise Picolo, née de père inconnu, elle est la fille unique d'Anne-Gertrude Picolo, fondatrice du Café de l'Horloge installé sur les Champs-Élysées. Son grand-père, Jean-Baptiste Picolo, d'origine italienne, est le fondateur du théâtre Picolo. Elle fait ses débuts en chantant dans le café-concert de sa mère, puis à l'Eldorado où elle succède à Anna Judic. Elle choisit alors son nom de scène en référence à son premier époux, François-Théophile Vachier.
Elle est remarquée par Jacques Offenbach. Le célèbre compositeur la choisit alors pour deux de ses créations, Pomme d'api et La Jolie Parfumeuse, créées en 1873 au théâtre de la Renaissance. Toujours avec Offenbach elle chante au Carltheater de Vienne puis aux Bouffes-Parisiens dans La Princesse de Trébizonde et Madame l'archiduc, et au théâtre de la Gaîté dans Orphée aux Enfers. Toujours aux Bouffes, elle apparaît dans La Petite Muette de Gaston Serpette et La Timbale d’argent de Léon Vasseur, avant d'entreprendre une courte tournée londonienne. Elle
Louise Théo crée également Fleur d'oranger, vaudeville d'Alfred Hennequin, Victor Bernard et Auguste Coédès au théâtre des Nouveautés et interprète Cendrillon ou la Pantoufle merveilleuse d'Henry Monnier, Ernest Blum et Clairville au théâtre de la Porte-Saint-Martin en 1879, puis Rataplan d'Eugène Leterrier, Alfred Mortier et Albert Vanloo et Le Tour du cadran d'Hector Crémieux et Henry Bocage au théâtre des Variétés en 1880. 
Sa renommée est suffisante pour qu'elle entame une tournée américaine en 1883, passant par New York puis Mexico, où elle interprète La Grande-duchesse de Gérolstein d'Offenbach sous la direction de Maurice Grau.
Devenue veuve à la suite de la mort de « Théo » en 1883, elle rencontre à New York son second époux, Roland-Franck Knoedler, riche marchand d'art. Elle créa ensuite Miss Helyett d'Edmond Audran dans la métropole américaine avant de poursuivre sa tournée sur le continent américain à Montréal en 1885.
Après son retour à Paris, en 1889, elle reprend Le Droit du seigneur de Léon Vasseur et La Mascotte d'Edmond Audran avec un certain succès. Elle s'efface ensuite peu à peu de la scène parisienne et meurt à Paris le 24 janvier 1922 à 71 ans,.